# جامعة البصرة
جامعة البصرة هي إحدى أكبر وأقدم الجامعات في العراق. تقع في مدينة البصرة في جنوب العراق. وتضمّ الجامعة العديد من الكليات ذات التخصصات المختلفة الطبية والهندسية والعلمية والأدبية.

## حقائق عن الجامعة
تأسست جامعة البصرة في الأول من نيسان (أبريل) سنة 1964. بدأت الدراسة في خمس كليات (العلوم، الهندسة، الاقتصاد، القانون والآداب) في السنة الدراسية الأولى 1964-1965 وقبلت 816 طالبا وطالبة.
خلال سنوات عمرها، تطورت الجامعة كثيرا وأصبحت إحدى مراكز البحث العلمي في العراق.
تضم الجامعة الآن 22 كلية تحتوي على 83 قسما علميا، تدير 11 مكتبا استشاريا و16 مركزا علميا، تقوم بنشر 16 مجلة ودورية علمية.
عدد التدريسيين للعام الحالي بلغ 2527 تدريسيا (ماجستير ودكتوراه).
الجامعة تمنح شهادات البكالوريوس، الدبلوم العالي والماجستير والدكتوراه في مختلف العلوم والاختصاصات.
كانت جامعة البصرة قد كونت النواة الأولى لكل من جامعات ذي قار وميسان. حيث كانت كلية التربية, وكلية الآداب, وكلية العلوم في محافظة ذي قار تتبع إلى جامعة البصرة إلى عام 2002 والذي شهد تاسيس جامعة ذي قار. وكانت كلية التربية الأساسية وكلية التربية تتبع جامعة البصرة إلى عام 2007 حيث شهد تأسيس جامعة ميسان.
والجامعة عضو في اتحاد الجامعات العربية واتحاد جامعات العالم الإسلامي.

## أهداف الجامعة
تسعى الجامعة إلى إعداد جيل مثقف يتسلح بالعلم ويعتمده أساسا سليما لأحداث التغيرات الجذرية، واضعا المعرفة العلمية والأسلوب العلمي في التفكير والتحليل، مؤمن بحق أمته في الحياة الكريمة، وجيل متطلع نحو بناء مجتمع عراقي موحد متقدم في علمه وشخصيته وأخلاقه، واع لتراث أمته ووحدتها ورسالتها الإسلامية الخالدة، إضافة إلى تأمين احتياجات القطر من المتخصصين في جميع فروع المعرفة.

## مجمعات الجامعة
تضم الجامعة المجمعات التالية:
- مجمع كرمة علي ويشمل كليات (الهندسة والعلوم والزراعة والتربية للعلوم الصرفة والتربية الإسلامية والطب البيطري والتربية الرياضية والصيدلة) ومراكز البحوث (مركز علوم البحار ومركز أبحاث البوليمر ومركز أبحاث النخيل).
- مجمع باب الزبير ويشمل كليات (الآداب والإدارة والاقتصاد والقانون والفنون والدراسات التاريخية والترجمة وكليه العلوم للبنات) ومراكز البحوث (مركز دراسات الخليج العربي ومركز دراسات البصرة ومركز دراسات الإيرانية) ودائرة شؤون الطلبة والمكتبة المركزية. وهناك مواقع متفرقة لكليات أخرى ككلية الطب في موقع مستشفى التعليمي وأخيراً موقع كلية طب الأسنان التي استحدثت مؤخراً.
- مجمع كلية الطب في البراضعية.
- موقع كلية الصيدلة سابقا قرب مديرية مرور البصرة في منطقة الجمهورية أصبح الآن موقع رئاسة الجامعة.

## كليات الجامعة
- كلية الطب
- كلية طب الأسنان
- كلية الصيدلة
- كلية التمريض
- كلية الطب البيطري
- كلية الهندسة
- كلية العلوم
- كلية علوم البحار
- كلية الزراعة
- كلية التربية للعلوم الصرفة
- كلية التربية الانسانية
- كلية الآداب
- كلية الإعلام
- كلية القانون
- كلية الإدارة والاقتصاد
- كلية التربية للبنات
- كلية الفنون الجميلة
- كلية التربية الرياضية

## المراكز البحثية
- مركز الدراسات الإيرانية
- مركز علوم البحار
- مركز أبحاث البوليمر
- مركز دراسات الخليج العربي
- مركز دراسات البصرة
- مركز أبحاث النخيل
- مركز الحاسبة الإلكترونية
- مركز الإرشاد التربوي
- مركز المصادر/ باب الزبير
- مركز تطوير طرائق التدريس

## المراكز الاستشارية
1. الاستشاري الطبي
2. الاستشاري الهندسي
3. الاستشاري الزراعي
4. الاستشاري العلمي
5. الاستشارات القانونية
6. الاستشارات الإدارية والمحاسبية
7. الاستشارات البحرية
8. الاستشاري لنظم المعلومات والحاسبات
9. الاستشاري للغات الحية والترجمة
10. الاستشارات الرياضية
11. الاستشارات والخدمات البيطرية

## المكتبة المركزية
تأسست المكتبة المركزية في جامعة البصرة عند بدء الدراسة في الجامعة في تشرين الأول 1964. وقد بدأت بداية بسيطة إذ بلغ مجموع ما تحويه من مطبوعات، خلال عام 1964-1965 (4360) مطبوع (كتب، مجلات، صحف) وتزايدت مطبوعاتها خلال السنوات الأولى ففي عام 1972 بلغ مجموع مطبوعاتها 62500 مطبوع ولكنها تطورت تطورًا سريعًا على مرّ السنوات حتى أصبحت تحوي مع مجموعات المكتبات الفرعية في الكليات والمراكز العلمية ولغاية 2007 ما يُقارب مليون من الأوعية الثقافية والتي تشمل الكتب والمجلات الثقافية والدوريات العلمية والمتخصصة والرسائل الجامعية والنشرات والصحف اليومية والكتب النادرة والأقراص الليزرية.
تضم البناية الجديدة للمكتبة المركزية في موقع باب الزبير قسمين رئيسيين هما: قسم الشؤون الإدارية وقسم الشؤون الفنية، وكل قسم يتكون من بناية ذات طابقين.
تضم البناية الأولى إضافة إلى الوحدات الإدارية وحدة الحاسبة ووحدة الإنترنت وقاعات للمؤتمرات والمعارض تبلغ مساحة هذه البناية 1600 م2)
أما بناية الشؤون الفنية والتي تبلغ مساحتها (3200 م2) فتضم: مخازن الكتب العربية والأجنبية والرسائل الجامعية والوحدات التي تقوم بالإجراءات الفنية وهي:
- شعبة الفهرسة والتصنيف
- شعبة التزويد والتي تتكون من
- وحدة الاستلام
- وحدة التبادل والإهداء

وقد تضاعف اهتمام الجامعة بتطور ودعم المكتبة المركزية وصار الاتجاه إلى فتح مكتبات فرعية لها في الكليات والمراكز العلمية التابعة للجامعة لتقديم الخدمة المكتبية وجعلها في متناول القراء والباحثين والطلبة والتدريسيين.
تضم الجامعة 24 مكتبة فرعية إضافة إلى المكتبة المركزية وهذه المكتبات هـي:
- المكتبة المركزية (1964)
- مكتبة كلية الآداب (1974)
- مكتبة كلية التربية (مكتبة نازك الملائكة)(1975)
- مكتبة كلية الإدارة والاقتصاد (1974)
- مكتبة كلية التربية الرياضية (1984)
- مكتبة كلية الزراعة (1972)
- مكتبة كلية الطب (1969)
- مكتبة كلية العلوم (1979)
- مكتبة كلية القانون (1986)
- مكتبة كلية الهندسة (1976)
- مكتبة كلية الفنون الجميلة (1993)
- مكتبة كلية الدراسات التاريخية (2001)
- مكتبة كلية الطب البيطري (1999)
- مكتبة كلية طب الأسنان (2006)
- مكتبة كلية الصيدلة (2002)
- مكتبة مركز دراسات الخليج العربي (1974)
- مكتبة متحف التاريخ الطبيعي (1970)
- مكتبة مركز علوم البحار(1979)
- مكتبة مركز الحاسبة الإلكترونية (1975)
- مكتبة مركز الدراسات الإيرانية (1986)
- مكتبة مركز دراسات البصرة (مركز وثائق البصرة سابقاً) (1989)
- مكتبة مركز اللغات الحية (1990)
- مكتبة مصادر اللغة الإنكليزية (2006)
- مكتبة مركز دراسات النخيل (2000)

### تطوير المكتبة
يتم في الوقت الحالي استحداث مشروع المكتبة الرقمية. وبنصف مليون كتاب دشنت المكتبةُ المركزيةُ في جامعةِ البصرة مشروع المكتبة الإلكترونية الرقمية الذي يعدُ من بينِ أكبر المشاريع المماثلة في الشرق الأوسط، وقدم فريقُ الإعمار الأمريكي نصف مليون دولارٍ وألفي كتاب هدية للمكتبة.
وبلغت كلفةُ الكتب المقدمة 100 ألف دولار لتقفز بذلك وتدخل التصنيف العالمي كإحدى المكتبات المهمة في العالم، في سعيها لتكون بين أفضل مئة جامعة في العالم عن الشرق الأوسط.
وذكر أمين عامِ المكتبة المركزية أن المِنحة شمِلت إنشاء مركز دولي لامتحانِ التوفل مجهزٍ بكاميراتِ مراقبة مرتبطةٍ بالعالمِ عبرَ شبكةِ الإنترنت وكذلك مركز للكمبيوتر الذي يُعرفُ بالـ IC3.
وقامَ فريقٌ من أساتذةِ الكمبيوتر في الجامعةِ بتطويرِ نظامٍ للفهرسةِ الإلكترونية يُسهِّلُ على الطالبِ تحديدَ الكتابِ الذي يريدُه بكبسةِ زرٍ واحدةٍ بدلَ الأساليب التقليدية البطيئة.
وتسعى جامعة البصرة إلى الدخول ِللتصنيفِ العالمي ليسَ على مستوى مكتبتِها الكبيرةِ بل على مستوى كلياتِها ومراكزِها البحثيةِ أيضا من خلالِ تطبيقِ سياسةِ الجودةِ الشاملة.
جدير بالذكر أن هناك جامعةً عربيةً واحدة وهي جامعةُ الإسكندرية تصنَّفُ من بينِ أفضلِ 100 جامعة في العالمِ عن الشرق الأوسط مقابل سبع جامعات من إسرائيل تصنفُ عن الشرقِ الأوسط أيضا.

## المطبــوعات
- كلية الآداب، مجلة آداب البصرة
- كلية العلوم، مجلة علوم البصرة
- كلية العلوم، مجلة أبحاث البوليمرات
- كلية العلوم، المجلة العراقية لعلوم الأحياء
- كلية الهندسة، مجلة البصرة لعلوم الهندسية
- كلية الطب، المجلة الطبية لجامعة البصرة
- كلية الطب، المجلة الجراحية
- كلية الزراعة، مجلة البصرة للعلوم الزراعية
- كلية القانون، مجلة القانون
- كلية الإدارة والاقتصاد، مجلة العلوم الإدارية والاقتصادية
- كلية التربية، مجلة تربية البصرة
- كلية الطب البيطري، مجلة البصرة للأبحاث البيطرية
- كلية الفنون الجميلة، مجلة فنون البصرة
- مركز علوم البحار، مجلة وادي الرافدين لعلوم البحار
- مركز دراسات الخليج العربي، مجلة دراسات الخليج العربي
- مركز دراسات الخليج العربي، مجلة الاقتصادي الخليجي
- مركز دراسات الإيرانية، مجلة الدراسات الإيرانية
- مركز أبحاث النخيل، مجلة البصرة لأبحاث نخلة التمر
- مركز دراسات البصرة، شؤون بصرية
- رئاسة جامعة البصرة/ قسم الإعلام، جريد مداد

## رؤساء الجامعة
تعاقب على رئاسة الجامعة كل من:
1. أ.د. عبد الهادي محبوبة من 01/04/1964 إلى 24/10/1968 وكان هناك في الجامعة قاعة باسمه وأخرى باسم أحد الأساتذة الذين أخلصوا للمسيرة العلمية والتربوية في الجامعة وغيرها عرفانا بفضلهم، لكن بعد 20/3/2003 رفع اسميهما
2. أ.د. صادق الخياط من 25/10/1968 إلى 03/10/1969
3. أ.د. سعد عبد الباقي الراوي من 04/10/1969 إلى 31/12/1969
4. أ.د. خليل حميد الطالب من 01/01/1970 إلى 04/04/1970 قتل برصاص طالب من أهالي مدينة الأعظمية ببغداد وكان القاتل عضوا في المخابرات العراقية قتله احتجاجا على فصله وأمر الرئيس أحمد حسن البكر أن يعدم على باب الجامعة ونفذ الحكم به.[4]
5. أ.د. نزار نظيف الشاوي من 05/04/1970 إلى 05/09/1975
6. أ.د. عبد الإله يوسف الخشاب من 05/09/1975 إلى 05/12/1984
7. أ.د. محمد مجيد السعيد من 06/12/1984 إلى 21/03/1985
8. أ.د. داخل حسن جريو من 21/03/1985 إلى 05/02/1993
9. نزار أحمد شكري (وكالة) من 31/8/1993 إلى 5/2/1994
10. أ.د. أكرم محمد صبحي من 06/02/1993 إلى 30/08/2001
11. أ.د. محمد عبد العال أمين النعيمي من 01/09/2001 إلى 09/04/2003
12. أ.د. سلمان داود سلمان من 01/05/2003 إلى 11/09/2005
13. أ.د. علي عباس علوان من 11/09/2005 إلى 1 / 11 / 2009
14. أ.د.صالح إسماعيل نجم من 1/11/2009 إلى 26 / 6 / 2012
15. أ.د. ثامر أحمد حمدان وكالة من 26 / 6 / 2012 إلى 13 / 6 /2019
16. أ.د. سعد شاهين حمادي الطاهر من 13 / 6 / 2019 إلى 25 / 1 / 2024
17. أ.د. مهند جواد كاظم من 25 / 1 / 2024 إلى الآن

## مواقع إلكترونية
- موقع جامعة البصرة الرسمي
- موقع وزارة التعليم العالي والبحث العلمي
- نظام المقررات - جامعة البصرة
- المستودعات الرقمية - جامعة البصرة
- موقع أحداث جامعة البصرة
- موقع قسم شؤون الطلبة والتسجيل
- نظام مواقع التدريسيين
- منصة مودل للتعليم الإلكتروني
- موقع كلية الطب
- مركز تكنولوجيا المعلومات والاتصالات